# Glenea concinna
Glenea concinna är en skalbaggsart som beskrevs av Newman 1842. Glenea concinna ingår i släktet Glenea och familjen långhorningar.
Artens utbredningsområde är Filippinerna. Inga underarter finns listade i Catalogue of Life.